# Lake Placid Equestrian Stadium
El Lake Placid Equestrian Stadium (Estadio ecuestre de Lake Placid) es un estadio ecuestre ubicado en la ciudad de Lake Placid, estado de Nueva York, EE. UU.. El recinto acogió las ceremonias de apertura y clausura de los Juegos Olímpicos de Invierno de 1980.
Para los Juegos Olímpicos de Invierno de 1980 se montaron tribunas provisorias con capacidad para 30.000 personas que fueron desmontadas después de los juegos, el estadio además fue la zona de partida y llegada de las competiciones de esquí de fondo.

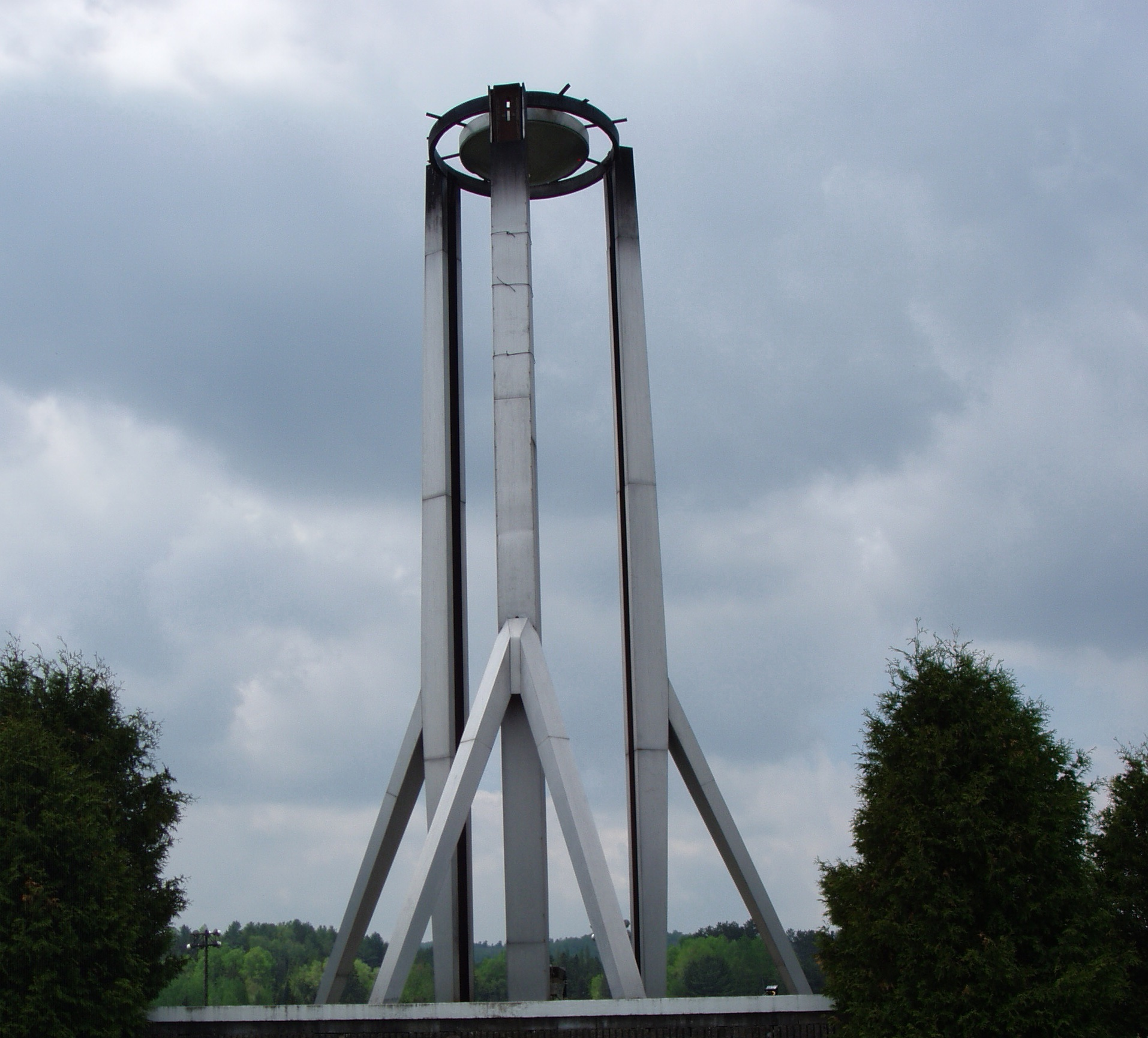
Pebetero olímpico